# Comté de Roseau
Le comté de Roseau est situé dans l’État du Minnesota, aux États-Unis. Il comptait 16 338 habitants en 2000. Son siège est Roseau.